# 鳥山敏子
鳥山 敏子（とりやま としこ、1941年10月3日 - 2013年10月7日）は日本の教育者。公立の学校の教師として長年に亘り、革新的な授業実践をしたことで知られる。「東京賢治の学校」の創設者でもある。鳥山雅代の実母。竹下和男は実弟。

## 生涯と業績
広島県で生まれ、その後香川県に移り住み香川大学教育学部を卒業。東京の青梅市で初めて小学校の教員になる。
1980年、中野区立桃園第二小学校で4年生を対象に行った「ニワトリを殺して食べる授業」は、その後の屠畜体験学習のさきがけとなった。次いで行われた「ブタ一頭丸ごと食べる」、こころをからだで表現する「みんなが孫悟空」などの革新的な授業実践で知られている。その授業のドキュメントは、小泉修吉主催の「グループ現代」が、記録映画として製作している。テレビ朝日の『ニュースステーション』でも、「ブタ一頭丸ごと食べる」授業が紹介されて、その知名度が更に広がった。
鳥山の行った「いのちの授業」は多くの教育関係者に影響を与え、その一人である黒田恭史は1990年に勤務していた豊能町立東能勢小学校で「最終的に食べることを目的としてブタを飼育する」授業を行った。その経過はやはりフジテレビのドキュメンタリー「今夜は好奇心!」で記録されて反響を呼び、2008年にはこれを題材にした映画『ブタがいた教室』が制作されている。
その後、宮沢賢治の教師としての実践の掘り起こし研究などを経て、宮沢賢治に傾倒。宮沢賢治の花巻農学校時代の教え子だった老人たちに聞き取り取材をした、『先生はほほ〜っと宙に舞った - 写真集 宮澤賢治の教え子たち』および、DVD映画「宮澤賢治の教え子たち」全11巻は、鳥山の実践姿勢を示す資料としても、宮沢賢治の思想研究史料としても貴重。
1994年、教職を辞して、長野県大町市に「賢治の学校」を開く（1997年に東京都立川市に拠点を移した）。こころとからだの癒しセミナー活動を続けた。2001年4月から再び教壇に立っている。この「賢治の学校」は鳥山が共感しているルドルフ・シュタイナーのいわゆるシュタイナー教育を取り入れており、教師のほとんどがドイツのシュタイナー学校と提携した教員養成コースで学んでいる。2011年には「賢治の学校」代表を退いた。
2013年10月7日、肺炎のため死去。72歳没。

## 著書
- 『イメージをさぐる からだ・ことば・イメージの授業』太郎次郎社 1985
- 『いのちに触れる 生と性と死の授業』太郎次郎社 1985
- 『からだが変わる授業が変わる』（晩成書房、1986年）
- 『からだといのちと食べものと』自然食通信社 1986
- 『豚まるごと一頭食べる』（フレーベル館、1987年）
- 『自然を生きる授業』（晩成書房、1991年）
- 『『先生はほほ〜っと宙に舞った　宮沢賢治の教え子たち』（塩原日出夫写真、自然食通信社、1992年）
- 『みんなが孫悟空　子どもたちの“死と再生”の物語』（太郎次郎社、1994年）
- 『賢治の学校（2）』特集：いじめ・家族・学校（晩成書房、1995年）
- 『賢治の学校 宇宙のこころを感じて生きる』（サンマーク出版、1996年）
- 『居場所のない子どもたち　アダルト・チルドレンの魂にふれる』（岩波書店、1997年）のち現代文庫
- 『生まれかわる家族』（法藏館、1997年）
- 『子どもの声がきこえますか　「賢治の学校」から、親であるあなたへ』（法研、1998年）
- 『賢治の学校（2）』（サンマーク出版、1998年）
- 『親のしごと・教師のしごと―賢治の学校の挑戦』（法藏館、2000年）
- 『生きる力をからだで学ぶ』（トランスビュー、2001年）
- 『からだといのちと食べものと』（自然食通信社、2003年）
- 『親が1ミリ変わると子どもは1メートル変わる』（カンゼン、2008年、ISBN 978-4-86255-008-8）

### 共著
- 『創られながら創ること 身体のドラマトゥルギー』真木悠介共著 太郎次郎社 1993
- 『賢治と種山ヶ原 ミラファイアーの高原 舞い・うたい・つくり・遊ぶ』編 世織書房 1998
- 『豊かな社会の透明な家族』上田紀行共著 法藏館 1998
- 『歩けば風景が変わる 今、教育に希望はあるか?』佐藤学共著 東京賢治の学校 2000 楢ノ木大学講座
- 『『自然農』川口由一の世界』（川口由一共著、晩成書房、2000年）
- 『お金と社会をとらえ直す 地域通貨への取り組みのはじまり 賢治の学校お金・経済講座』村山純子,森野栄一共著 東京賢治の学校 2001
- 『子どもの未来と自然農 川口由一自然農・子育て・家族を語る 川口由一・鳥山敏子対談集』フィオーナ 2001 楢ノ木大学講座シリーズ